# Comando de Adiestramiento y Alistamiento de la Armada
El Comando de Adiestramiento y Alistamiento de la Armada (COAA) es un comando de la Armada Argentina con dependencia orgánica del Estado Mayor General de la Armada, y con asiento de paz en la Base Naval Puerto Belgrano.

## Historia
La superioridad resolvió crear el Comando de Operaciones Navales en 1948 concentrando los comandos de la Flota de Mar, la Infantería de Marina y la Aviación Naval bajo un mismo comando. Su primer titular fue el vicealmirante Juan María Carranza. En 1968 estableció su sede actual en Puerto Belgrano. El mismo año resuelta la creación del Comando en Jefe de la Armada quedó bajo su dependencia el Comando de Operaciones Navales.
En 1975, el Comando de Operaciones Navales emitió el Plan de Capacidades de la Armada de 1975 (PLACINTARA/75) que planteó crear once fuerzas de tareas con las unidades de la Armada.
El 1 de junio de 1978, el CON pasó a depender del jefe del Estado Mayor General de la Armada.

### Conflicto de las Malvinas
El 15 de diciembre de 1981 el comandante en jefe de la Armada, almirante Jorge Isaac Anaya, encargó al comandante de Operaciones Navales, vicealmirante Juan José Lombardo, un estudio preliminar de una operación de conquista de las islas Malvinas. Después, el vicealmirante Lombardo fue incorporado a un grupo de trabajo junto al comandante del V Cuerpo de Ejército (Cpo Ej V), general de división Osvaldo Jorge García, y el comandante de Instrucción, brigadier mayor Sigfrido Martín Plessl.

## Pandemia de coronavirus de 2019-2020
En el año 2020, se desató una pandemia de enfermedad por coronavirus de 2020 en Argentina. El Ejército Argentino creó 14 comandos conjuntos de zonas de emergencia y 10 fuerzas de tarea para proporcionar ayuda humanitaria. El Comando de Adiestramiento y Alistamiento de la Armada asumió el Comando de la Zona de Emergencia Buenos Aires Sur (CZEBAS).

## Emergencia en Bahía Blanca
Tras el temporal en Bahía Blanca a fines de 2023, el Comando de Adiestramiento y Alistamiento de la Armada constituyó el Comando de Zona de Emergencia Buenos Aires Sur bajo la órbita del Comando Operacional, asumiendo el control operacional de los elementos del Ejército y la Fuerza Aérea, en coordinación con la 3.ª División de Ejército y el Comando de Adiestramiento y Alistamiento de la Fuerza Aérea.

## Denominaciones sucesivas
- Comando de Operaciones Navales (1948-2011)
- Comando de Adiestramiento y Alistamiento de la Armada (desde 2011)